# Архимандрит Димитрије (Лакић)
Димитрије Лакић (Горњи Карин код Обровца, 20. фебруар 1950) архимандрит је Српске православне цркве и старешина Манастира Прасквица.

## Биографија
Архимандрит Димитрије (Лакић), рођен је 20. фебруара 1950. године у селу Горњем Карину код Обровца, (Хрватска).
Замонашен је 1968. године у Манастиру Прасквици, од стране митрополита црногорско-приморскога господина Данила Дајковића, добивши монашко име Димитрије.
Рукоположен је за јерођакона 2. маја 1971. године, а за јеромонаха 31. октобра 1971. године исто у Прасквици од митрополита црногорско-приморскога господина Данила.
Постављен је за игумана Манастира Прасквице, 7. јуна 1971. године. Чин архимандрита  добио је 19. децембра 2010. године од стране митрополита црногорско-приморскога господина др Амфилохија Радовића.